# Edward aux mains d'argent (bande originale)
Albums de Danny Elfman
Darkman
(1990) Pure luck
(1991)
Edward Scissorhands - Original Motion Picture Soundtrack, est la bande originale, composée par Danny Elfman et distribué par MCA Records aux États-Unis le 14 décembre 1990, du film américain, Edward aux mains d'argent, réalisé par Tim Burton, en 1990.

## Liste des titres
| 1. | Introduction (Titles)                 | 2:36 |
| 2. | Storytime                             | 2:35 |
| 3. | Castle On The Hill                    | 6:25 |
| 4. | Beautiful New World / Home Sweet Home | 2:05 |
| 5. | The Cookie Factory                    | 2:14 |
| 6. | Ballet De Suburbia (Suite)            | 1:17 |
| 7. | Ice Dance                             | 1:45 |
| 8. | Etiquette Lesson                      | 1:38 |
| 9. | Edward The Barber                     | 3:19 |

| 10. | Esmeralda               | 0:27 |
| 11. | Death!                  | 3:29 |
| 12. | The Tide Turns (Suite)  | 5:31 |
| 13. | The Final Confrontation | 2:17 |
| 14. | Farewell...             | 2:46 |
| 15. | The Grand Finale        | 3:26 |
| 16. | The End                 | 4:47 |
| 17. | With These Hands        | 2:43 |

- Piste 17 : chanson de Tom Jones sous le label PolyGram Records, compositeurs, Benny Davis et Abner Silver.

## Autour de l'album
La bande originale du film a été composée par Danny Elfman, qui signe ici sa 4e collaboration avec le réalisateur Tim Burton.
- Outre les titres présents, sur l'album, on entend aussi durant le film les morceaux suivants[2] :
  - Blue Hawaii
    - Composés par Leo Robin et Ralph Rainger

  - It's not unusual
    - Composés par Gordon Mills et Les Reed

  - Delilah
    - Composés par Les Reed et Barry Mason
    - Interprété par Tom Jones
    - Avec l'Aimable Autorisation de "PolyGram Special Products, une division de PolyGram Records, Inc.